# Observatoire de Lilienthal
L'observatoire de Lilienthal est un institut de recherche astronomique fondé en 1782 par Johann Hieronymus Schroeter, dans le village de Lilienthal près de Brême. Durant les guerres napoléoniennes de 1813, il est en grande partie détruit. Avec ses instruments, il compte parmi les leaders mondiaux des observatoires du XIXe siècle, notamment avec un grand télescope à réflexion. 

## Littérature
- Dieter Gerdes, L'Observatoire de Lilienthal de 1781 jusqu'en 1818, Editions M. Simmering, Lilienthal, 1991,  (ISBN 3-927723-09-6).
- Jörg Drew/Henri Schwier (Éd.): "Lilienthal ou les Astronomes". Les Matériaux historiques à un Projet d'Arno Schmidt, Edition Text + kritik, Munich, 1984,  (ISBN 3-88377-169-4).

## Liens
- Johann Hieronymus Schroeter (1745-1816), Lilienthal et l'astronomie
- De l'astronomie à Brême
- Sites astronomiques à Lilienthal